# Калининец (футбольный клуб)
«Калининец» — советский футбольный клуб из Свердловска. Создан не позднее 1942 года. Последнее упоминание в 1982 году.
Представлял Машиностроительный завод имени М. И. Калинина (Свердловск). В 1940-е годы выступал под названием «Зенит» и «Завод им. Калинина».
В соревнованиях мастеров выступал в 1945 и 1967—1969 годах. В 1968 году стал победителем зонального турнира и серебряным призёром финального турнира класса «Б».
Много лет выступал в региональных соревнованиях. Обладатель (1982) и финалист (1972) Кубка Свердловской области.

## Достижения
- В первой лиге — 11-е место (в подгруппе второй группы класса «А» 1969 год).
- В кубке СССР — поражение в 1/128 финала (1969).

## Тренеры
- Фёдоров, Александр Александрович (1944)
- Цирик Борис Яковлевич (1945)
- Морозов, Александр Андреевич (1966—1969)